# Helcostizus nigripes
Helcostizus nigripes är en stekelart som beskrevs av Henry Keith Townes, Jr. 1983. Helcostizus nigripes ingår i släktet Helcostizus och familjen brokparasitsteklar. Inga underarter finns listade i Catalogue of Life.